# Hymenostomum leratii
Hymenostomum leratii är en bladmossart som beskrevs av Jean Édouard Gabriel Narcisse Paris och Brotherus 1906. Hymenostomum leratii ingår i släktet Hymenostomum och familjen Pottiaceae. Inga underarter finns listade i Catalogue of Life.